# بوياليس ديل أويو
بلدية بوياليس ديل أويو (بالإسبانية: Poyales del Hoyo) هي بلدية تقع في مقاطعة آبلة التابعة لمنطقة قشتالة وليون وسط إسبانيا.

## الديموغرافيا
بلغ عدد سكان بلدية بوياليس ديل أويو 598 نسمة عام 2011 (وفقاً للمعهد الوطني للإحصاء الإسباني).
| 769 | 709 | 672 | 608 | 627 | 607 | 598 |